# Zgornje Laže
Zgornje Laže je naselje u slovenskoj Općini Slovenskim Konjicama. Zgornje Laže se nalazi u pokrajini Štajerskoj i statističkoj regiji Savinjskoj. 

## Stanovništvo
Prema popisu stanovništva iz 2002. godine naselje je imalo 131 stanovnika.